# Nahoata
Die Nahoata (französisch la Nahoata, tahitianisch ohne Geschlecht, ursprüngl. Nohoata, „das Wasser, das in den Wolken wohnt“) ist ein Fluss im Norden der Insel Tahiti in Französisch-Polynesien.

## Geographie
Der Fluss entspringt im Zentrum der Insel in einer Schlucht auf der Nordseite des Mont Orohena (Pirae) und fließt nach Nordwesten. Er erhält noch im Gebirge Zufluss von mehreren kleinen Zuflüssen von links und Osten und tritt beim Hippodrome von Pirae in die Küstenebene ein. Er bildet kurzzeitig die Grenze zwischen Pirae und Arue und biegt nach der Avenue Ariipaea Pomare wieder nach Osten. Östlich von Pointe Iriti, bei Arahiri mündet er in den Pazifik (Taunoa), nachdem ihn die Avenue Charles de Gaulle überquert hat.